# Keltenkreuz an der Old Lonan Church

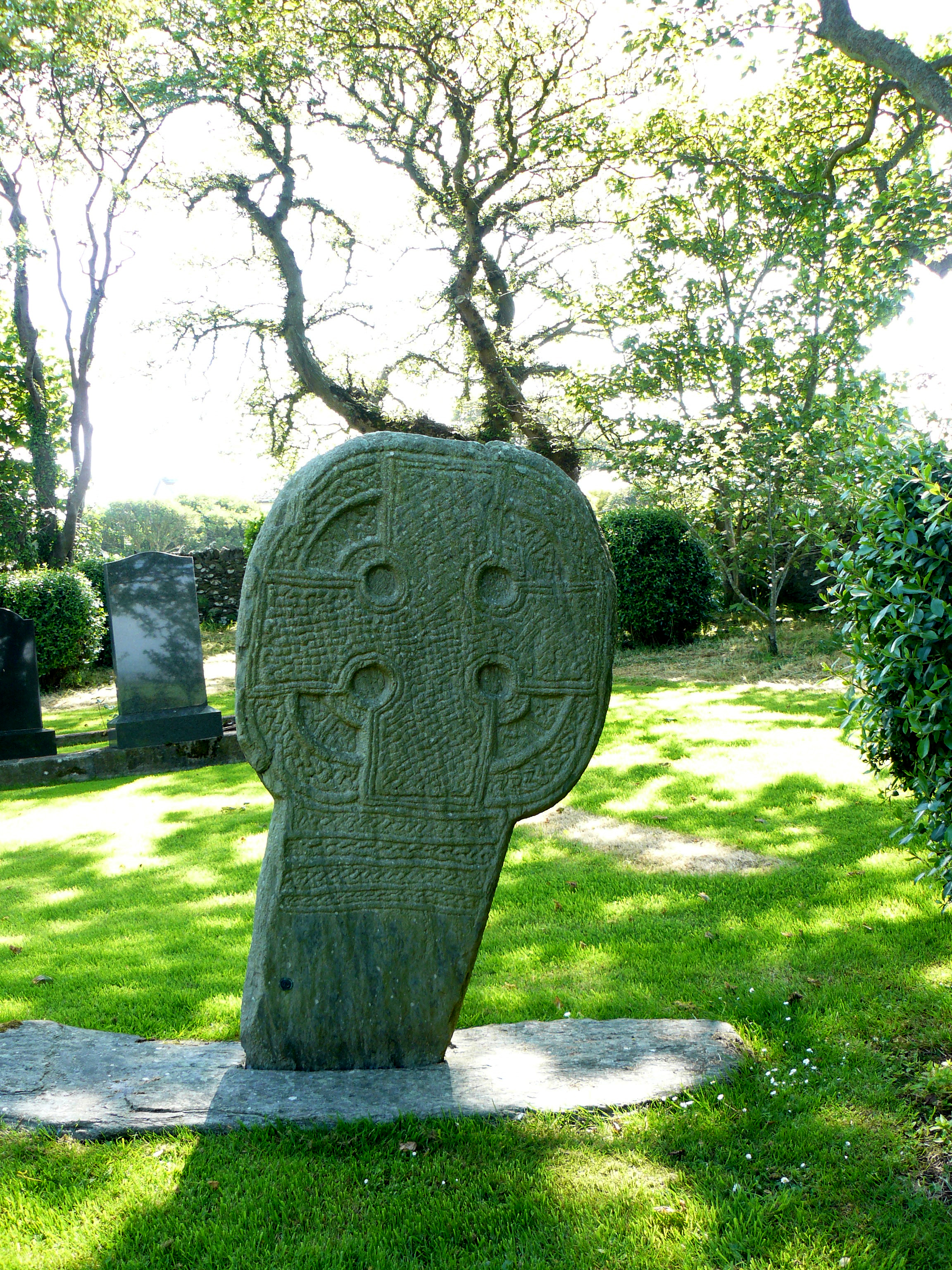
Keltenkreuz

Das Keltenkreuz an der Old Lonan Church (auch St. Adamnan church – auf Manx als Keeill ny-Traie; deutsch die Kapelle am Ufer; bekannt) steht an der ehemaligen Pfarrkirche von Lonan, nahe der Ballamenagh Road südlich von Baldrine bei Laxey und soll eines der ältesten Kreuze auf der Isle of Man sein. Es stammt aus dem 5. Jahrhundert n. Chr. Das Keltenkreuz ist 2,4 m hoch und befindet sich in seiner ursprünglichen Position an der Südseite des Friedhofs.

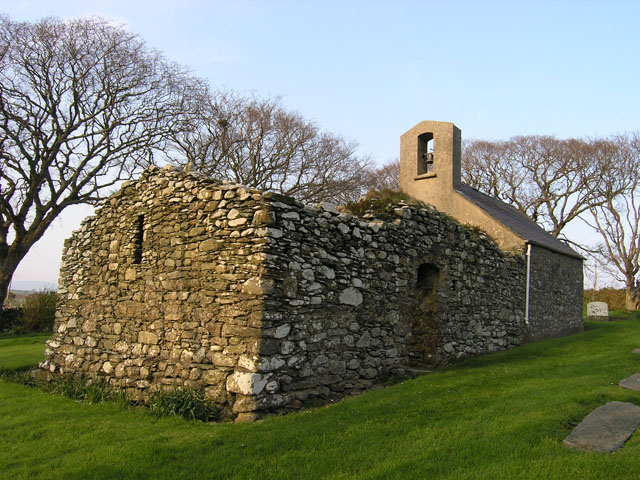
Old Lonan Church

Das spektakulärste der neun Kreuze (Nr. 73), die an dieser Kirche stehen, hat ein großes gleichschenkliges Radkopfkreuz, das fast vollständig mit Knoten- und Zopfmustern im keltischen Stil bedeckt ist. Das ungewöhnliche Kreuz ist in einem leichten Winkel konzipiert.
Die anderen acht Kreuzplatten und Fragmente mit den Nummern 23, 27, 71, 75, 76, 77, 160 und 177 sind stark abgenutzt. Eins wurde repariert und zeigt einen Teil eines kleinen Radkreuzes. Die beiden Fragmente des „Glenroy Cross“ weisen keltische und nordische Kunstelemente auf und sind wahrscheinlich zwischen dem 8. und 10. Jahrhundert entstanden. Ihre Abgüsse sind im Manx Museum in Douglas zu sehen.
Die dem heiligen Adamnan geweihte kleine Kirche stammt aus dem 12. bis 14. Jahrhundert. An der Stelle befand sich vorher ein Gebäude aus dem 7. Jahrhundert. St Lonan, der sich im späten 5. Jahrhundert n. Chr. hier niederließ, war offenbar der dritte Bischof der Isle of Man, nach St Maughold. Dank des örtlichen Antiquariats konnte die Kirche 1895 vor der Zerstörung bewahrt werden.
Südlich der Kirche befindet sich der heilige Brunnen von St. Lonan, auf Manx: „Chibbyr Onan“.